# پریستان پرژوالسک
پریستان پرژوالسک (به لاتین: Pristan'-Przheval'sk) یک منطقهٔ مسکونی در قرقیزستان است که در استان ایسیق‌کول واقع شده‌است. پریستان پرژوالسک ۲٬۹۱۷ نفر جمعیت دارد و ۱٬۷۵۸ متر بالاتر از سطح دریا واقع شده‌است.